# Joachim-Ernst Berendt
Joachim-Ernst Berendt (ur. 20 lipca 1922 w Berlinie, zm. 4 lutego 2000 w Hamburgu) – niemiecki dziennikarz muzyczny, autor książek i producent specjalizujący się w muzyce jazzowej.